# Primăria veche din Regensburg
Primăria veche din Regensburg, cu clădirea sălii imperiale și clădirea cu portal, este un ansamblu de clădiri istorice, sediul primăriei orașului german Regensburg. Ansamblul este amplasat în Rathausplatz (Piața primăriei). Clădirile găzduiesc biroul de stare civilă și o mică parte din efectivul administrației orașului. Celelalte subdiviziuni ale primăriei își au birourile în noua primărie de pe Dachauplatz, amplasată la 500 m spre est. Clădirea sălii imperiale situate în partea de sud-vest găzduiește la parter biroul turistic de informații al orașului, iar clădirea cu portal constituie intrarea în muzeul Orașului Imperial Regensburg, care cuprinde majoritatea camerelor și sălilor din Primăria veche.
În perioada barocă, lângă clădirea principală a primăriei, în partea de est a Rathausplatz, au fost ridicate câteva anexe, pe locul unei piețe de cărbune, care a ars în 1706. Ulterior, la est de noile anexe a fost amenajată o mică piață, care acum se numește Zieroldsplatz și se contopește cu piața de cărbune în partea de sud.

## Istorie

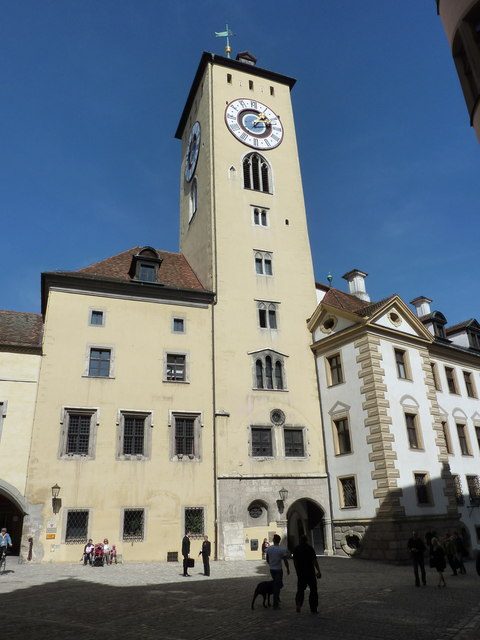
Turnul și anexa barocă (vedere dinspre sud-vest)

Complexul de clădiri al primăriei vechi (Alte Rathaus) era inițial format din turnul cu opt etaje de 55 m înălțime și o clădire alăturată cu patru etaje. Ansamblul a fost ridicat la mijlocul secolului al XIII-lea în stil patrician. Se afla la colțul de nord-vest al fostului castru roman, în prezent piața de cărbune, în vecinătatea imediată a cartierului comercial din vest. Turnul înalt a fost dintotdeauna reprezentativ pentru oraș. Acesta a ars în 1360, fiind restaurat trei ani mai târziu. La parterul turnului se află o poartă mare în formă de arc, care oferă acces spre postul de pază și, ulterior, curtea interioară. În curte este amenajat havuzul Venus, construit în 1661 de sculptorul Leoprand Hilmer, originar din Regensburg. Tot aici mai sunt amplasate și alte sculpturi; acestea au fost confecționate pentru a fi instalate la portalurile de intrare a Bisericii Sfânta Treime din oraș, finalizată în 1632, dar acest lucru nu a fost posibil din cauza dimensiunilor prea mari ale sculpturilor.
Clădirea sălii imperiale (Reichssaalgebäude) cu două etaje, amplasată la sud-vest de primăria veche cu turn, a fost construită în 1320/30. Inițial, era o clădire separată, care avea la parter o sală cu multiple naosuri. Sala de la etajul superior, acum cunoscută ca „sala imperială” (Reichssaal), era destinată pentru ceremonii de bal și accesul în ea se făcea numai urcând o scară exterioară. Clădirea portalului, ridicată în 1408, asigura un acces mai facil spre sala imperială. Aceasta a beneficiat de intervenții structurale în 1564, iar de atunci conectează sala imperială cu primăria veche. Portalul cu arc, soluționat în stil gotic târziu, este decorat cu „cheile orașului” și două figuri înarmate, sculptate de la brâu în sus, numite Schutz și Trutz, care simbolizează forțele de apărare a orașului.
În secolul al XVI-lea consiliul orășenesc a dispus organizarea unor măsuri de uniformizare a complexului primăriei, pe atunci foarte pestriț din punct de vedere al stilului și vechimii. În acest scop a fost angajat zugravul Melchior Bocksberger, care în 1573-1574 a pictat pereții, fiind remunerat cu 2.533 de guldeni. Picturile nu au supraviețuit până în prezent, în schimb în preajma anului 1900 în podul clădirii sălii imperiale au fost găsite schițele de proiect ale acestora.
Atunci când regele se afla în vizită în Resenburg, el apărea în fața mulțimii la bovindoul clădirii sălii imperiale. Din 1594, Dieta Imperială își desfășura întrunirile doar la Regensburg. Începând cu 1663, întrunirile aveau loc în sala imperială, iar sălile alăturate erau utilizate pentru întruniri de diferite comisii (colegii) ale aparatului de administrație.
Odată cu destrămarea Sfântului Imperiu Roman în 1806, sala imperială a început să fie utilizată ca spațiu de depozitare. Din 1869 s-a făcut apel de mai multe ori la autorități că sala necesită a fi reparată. În 1904 conducerea bavareză a tratat cazul și a criticat lipsa de responsabilitate manifestată de conducătorii orașului Regensburg. Parlamentarii au declarat că Reichssaal arată ca un hambar, ceea ce e o rușine pentru Reich-ul german. Ca reacție, primarul Regensburgului Hermann Geib a dispus renovarea sălii. Finanțarea proiectului a fost dificil de identificat, dar a fost realizată în cele din urmă datorită organizării unei loterii în toate statele germane, care s-a dovedit a fi foarte profitabilă. Astfel, sala imperială a fost renovată complet în 1910. Podeaua de lemn a fost renovată o dată în plus în 1975-1976.

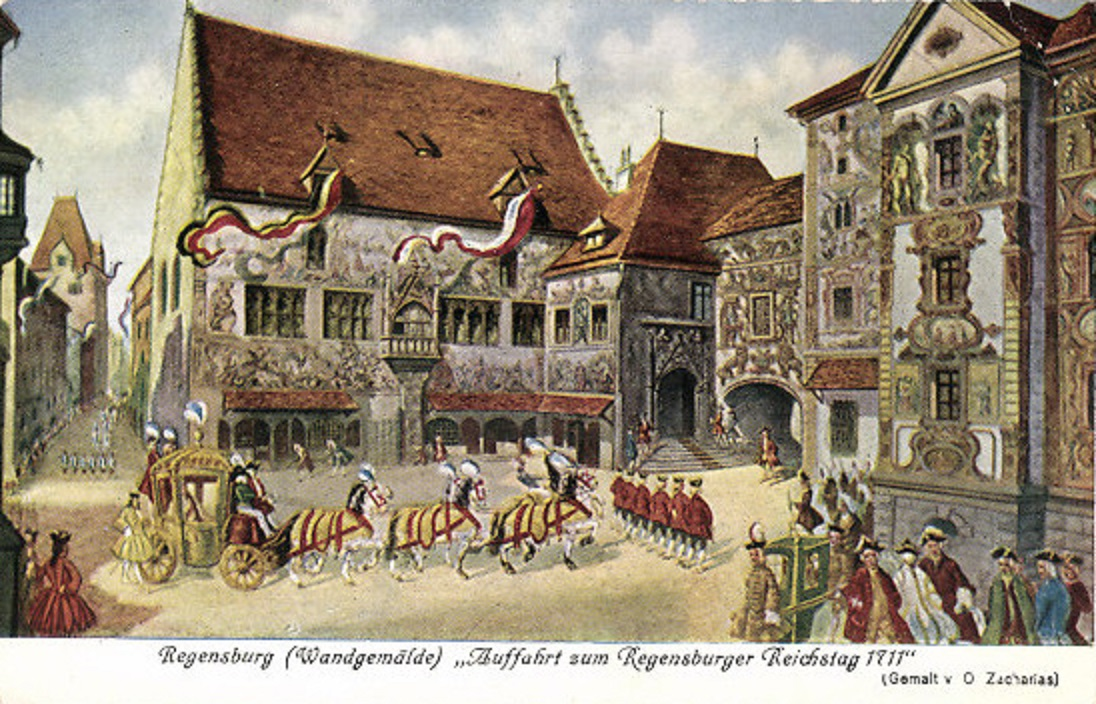
Sosirea solilor la primărie
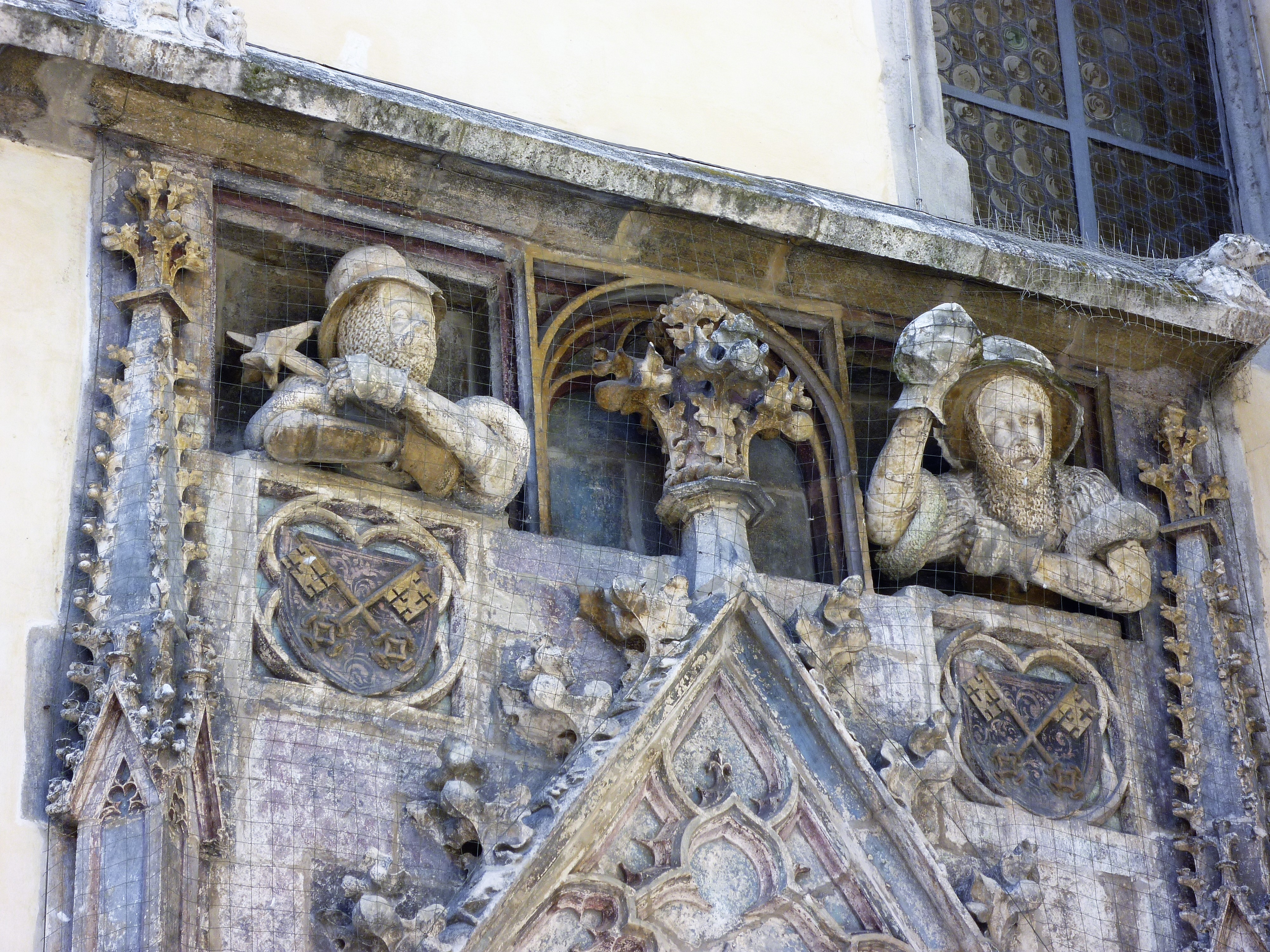
Sculpturi deasupra portalului: figuri în apărare și în atac
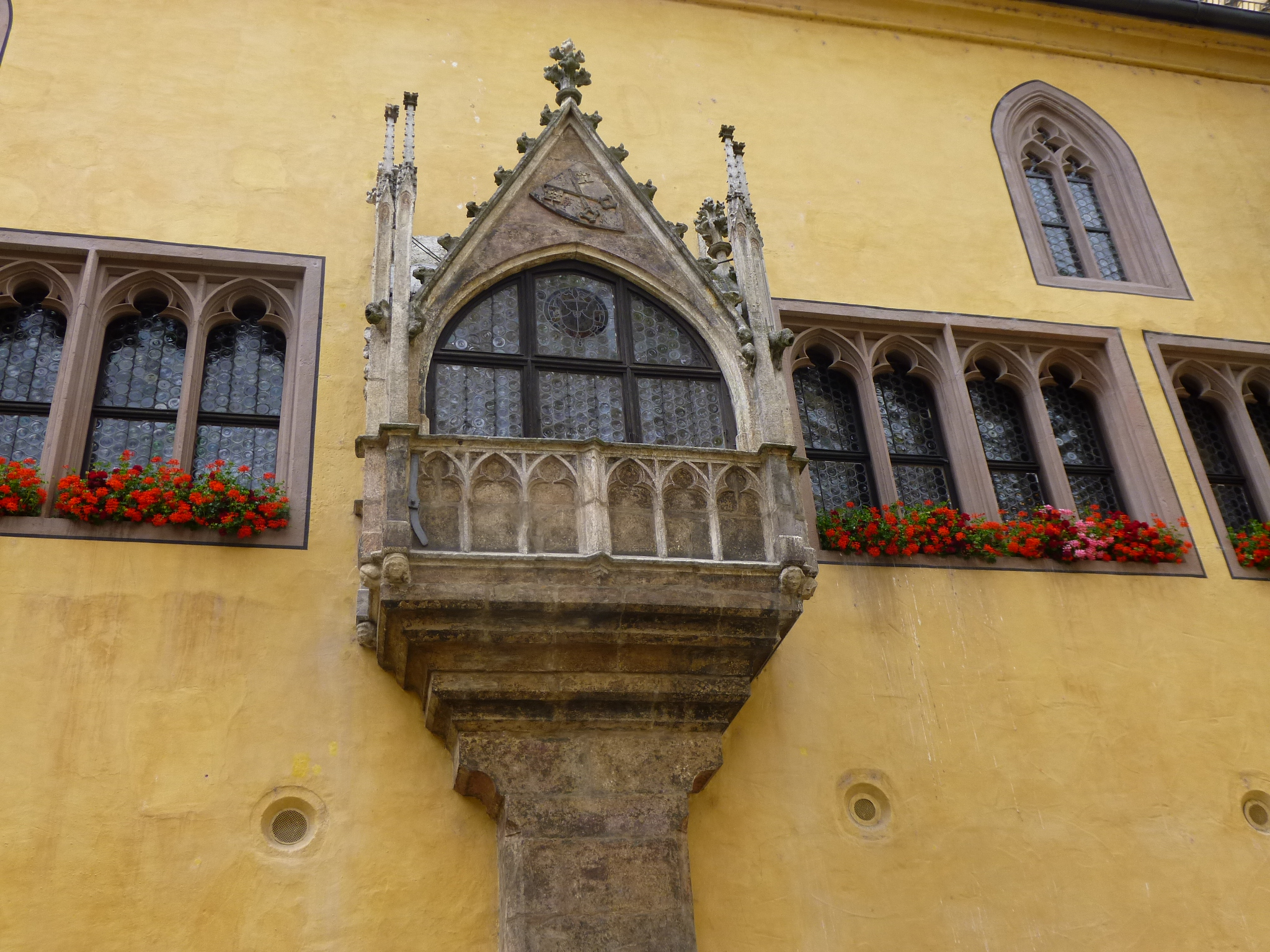
Bovindoul de pe Reichssaal
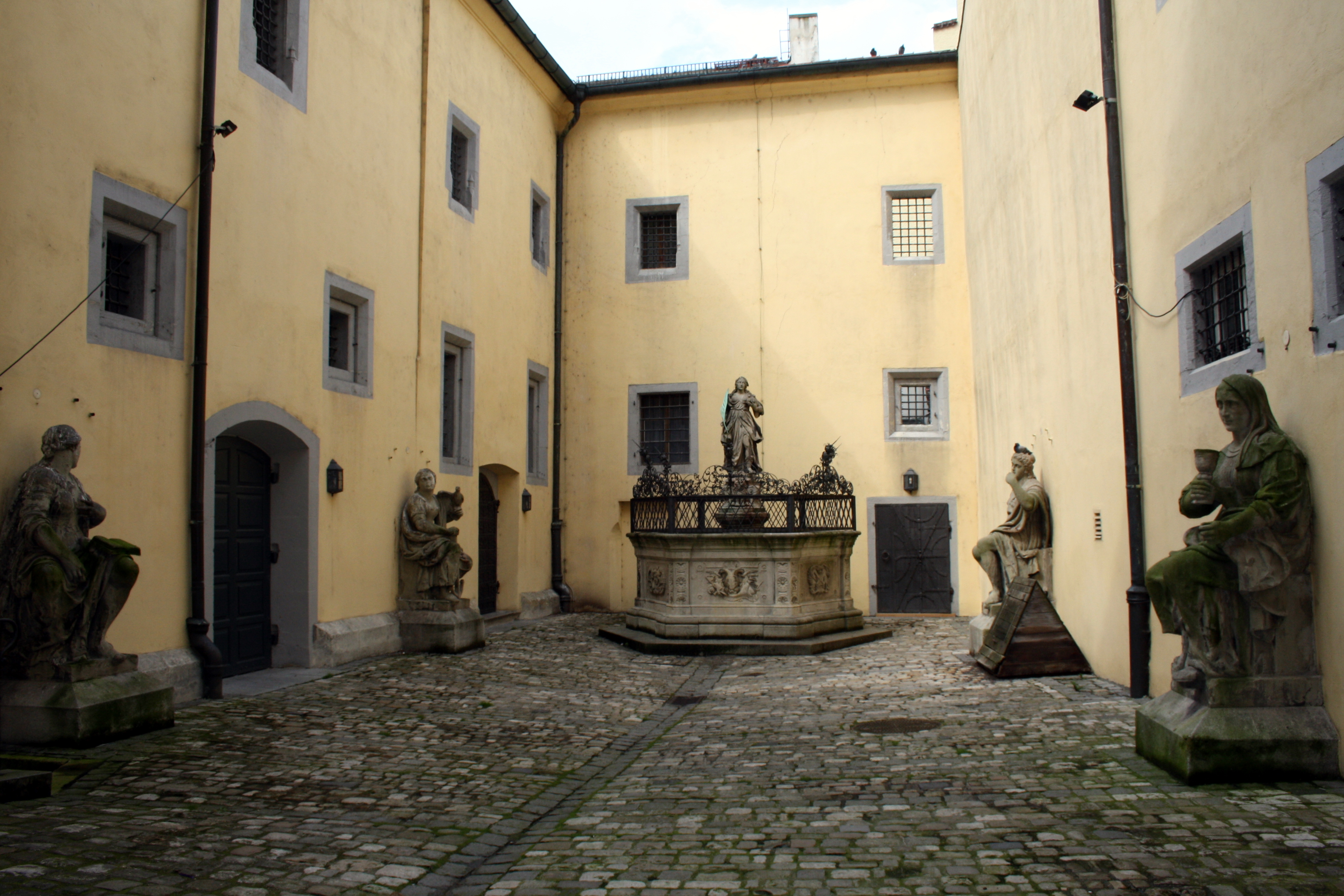
Curtea interioară (Justiziahof) cu havuz
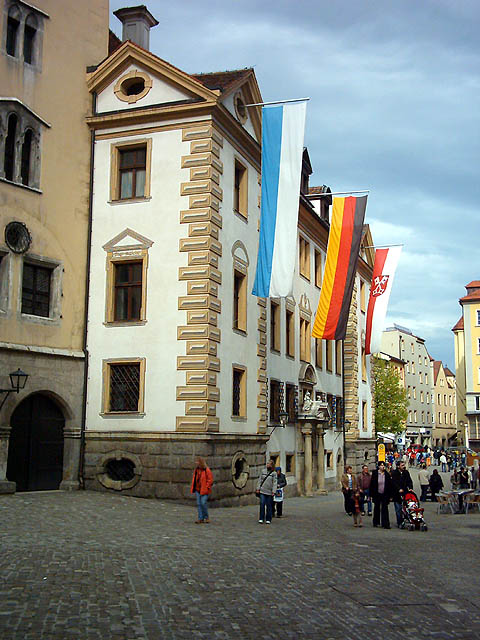
Anexa barocă de la sud, adiacentă pieței de cărbuni
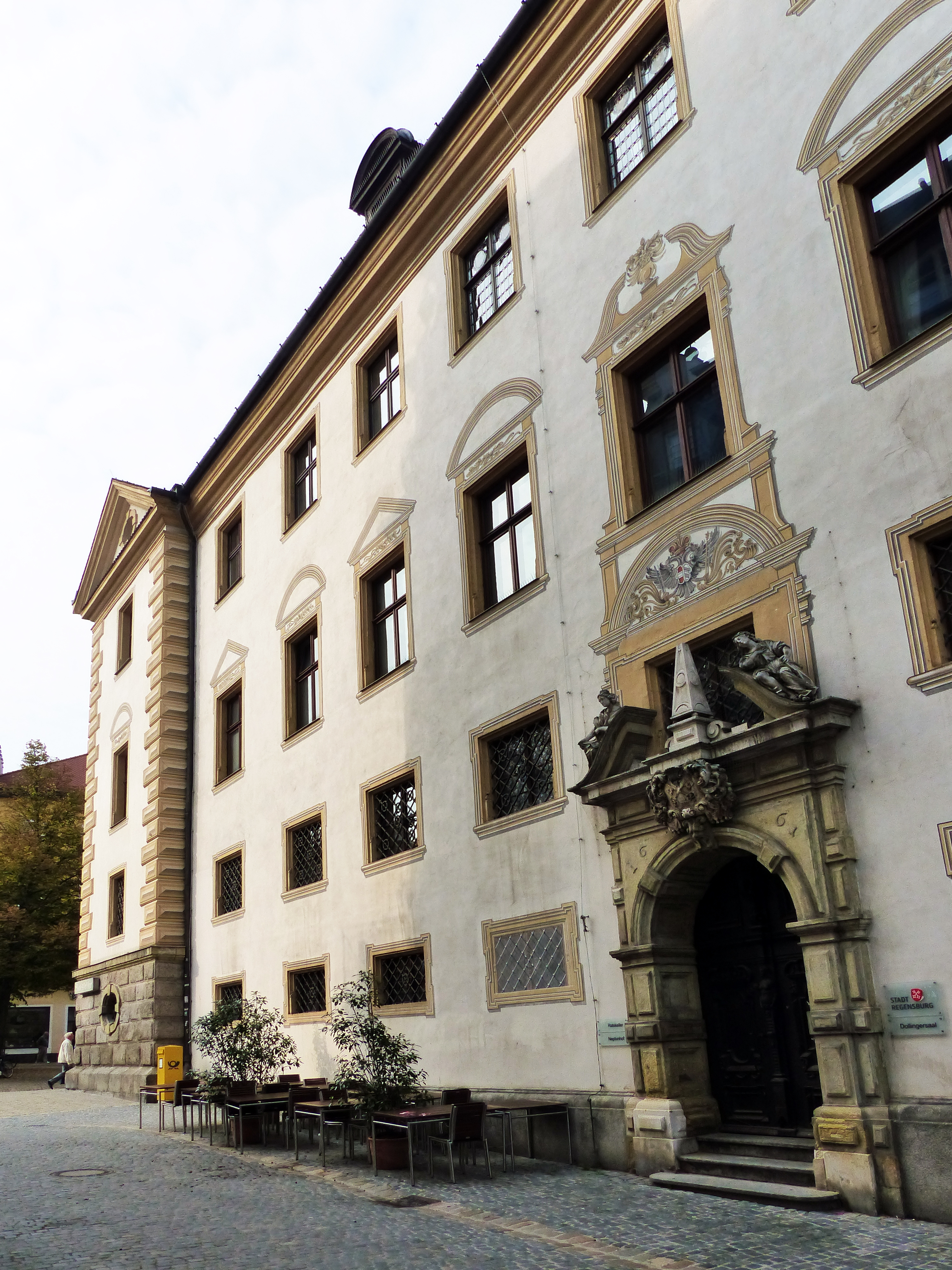
Anexa barocă de la est, adiacentă Zieroldsplatz; la capătul îndepărtat al clădirii se afla turnul care a ars în 1706

## Muzeul Orașului Imperial

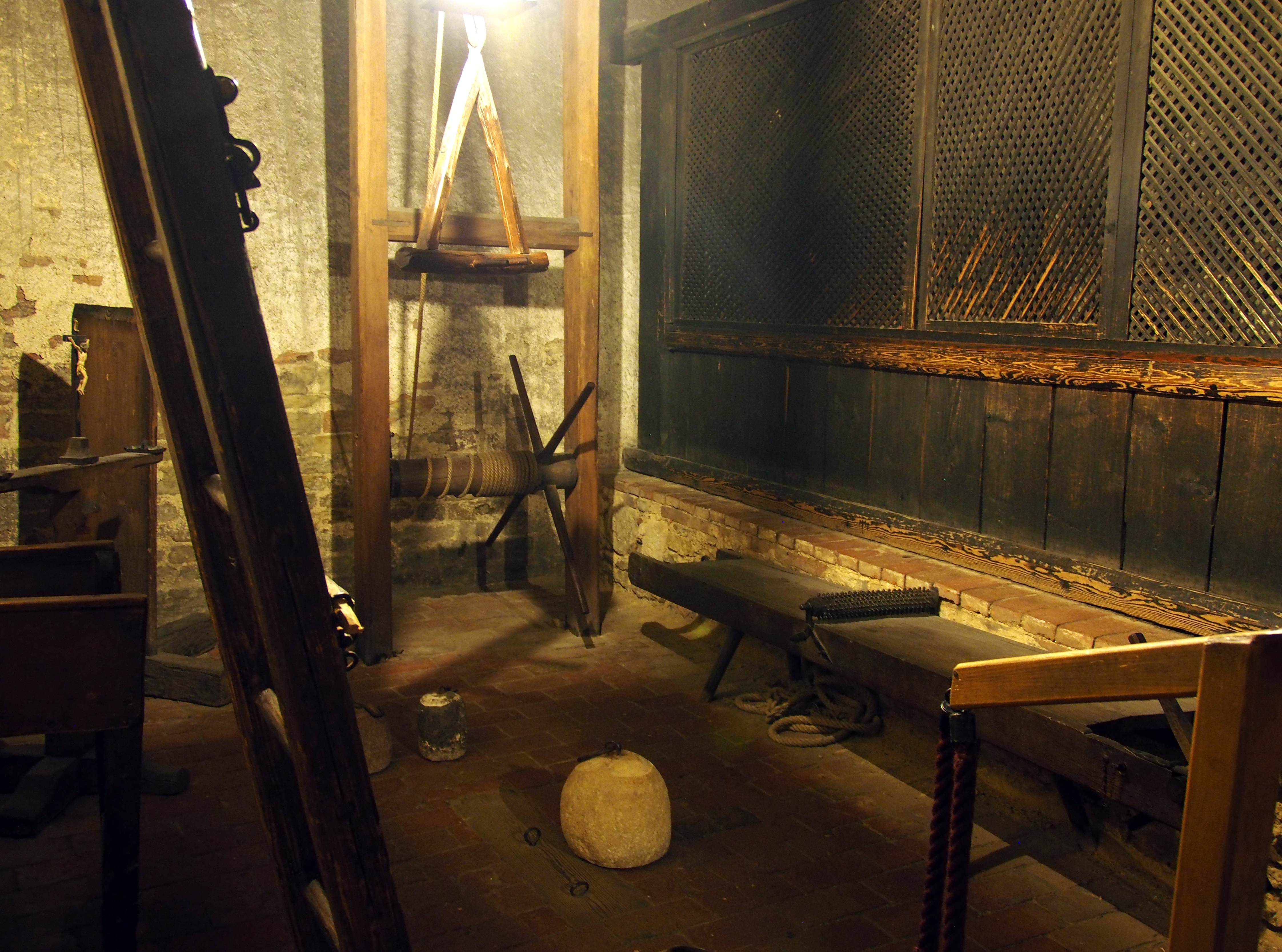
Cameră de tortură

Muzeul Orașului Imperial (Reichstagsmuseum) a fost fondat în 1963 în clădirea sălii imperiale și în camerele adiacente ale primăriei vechi, care au găzduit conducerea Orașului Imperial din 1663 până în 1806. Muzeul prezintă o expoziție permanentă, care se concentrează pe rolul pe care Sfântul Imperiu Roman l-a avut în istoria germană și europeană, dar și pe istoria orașului propriu-zis.
Muzeul include următoarele încăperi:
- Consiliul principilor electori (Kurfürstenkollegium); a funcționat și ca sală de ședințe a Consiliului municipal.
- Camera de consultanță secretă a electorilor (Kurfürstliches Nebenzimmer), locul în care se presupune că se afla așa-numita „Grüner Tisch” („masa verde”). A fost și cameră pentru membrii juriști ai consiliului imperial.
- Sala albastră (Blauer Saal), anticamera sălii consiliului principilor electori.
- Sala imperială (Reichssaal), una dintre cele mai importante săli din Evul Mediu, cu tavanul de lemn bine păstrat, pictură decorativă din sec. al XVI-lea și tronul imperial.
- Consiliul princiar (Fürstliches Kollegium), încăpere amenajată în anii 1650.
- Camera prinților (Fürstenzimmer), aflată alături de Consiliul princiar, locul de consultanță secretă a prinților imperiali. A servit și ca sală de judecată.
- Consiliul imperial orășenesc (Reichsstädtisches Kollegium), sala de ședințe a reprezentanților orașelor imperiale.
- Camera funcționarilor împuterniciți (Wachtkammer der Gerichtsdiener).
- Camera de tortură (Verhörraum).
- Celula condamnaților la moarte (Armesünderstube).
- Sala Dollinger (Dollingersaal), mutată din Erhardihaus în 1964. Fusese evacuată din Casa Dollinger (Dollingerhaus) în 1889, înainte de demolarea celei din urmă. Conține obiecte de artă gotică timpurie, precum și reliefuri, inclusiv o scenă din legenda cu același nume.